# سعيد أنور
سعيد أنور (12 ديسمبر 1978 في باكستان - ) هو لاعب كريكت باكستاني.

## وصلات خارجية
- سعيد أنور على موقع إي آس بي آن كريك إنفو (الإنجليزية)